# Partit Justicialista
El Partit Justicialista (PJ) o Partido Justicialista (en castellà) és un partit polític argentí, continuador del Partit Peronista, fundat pel general Juan Domingo Perón. Va tenir com a principal estendard en els seus orígens la defensa dels treballadors, quedant des de llavors molt lligat a la classe obrera i els sindicats. Va assolir així desplaçar a la Unió Cívica Radical com principal partit argentí, conformant entre ambdós un bipartidisme durant bona part del segle xx.
Des dels seus començaments l'acció del justicialisme fou bastant conflictiva per a la societat argentina. Els governs justicialistes van ser derrocats dues vegades pels militars i el Partit Justicialista va ser proscrit i impedit de participar en les eleccions generals en dues ocasions. El justicialisme va arribar per mandat popular a la Presidència de la Nació en 8 ocasions: Juan Domingo Perón (1946, reelegit el 1952), Hèctor José Cámpora (març de 1973), Juan Domingo Perón (novament, a l'octubre de 1973), Carlos Saúl Menem (1989, reelegit el 1995), Néstor Kirchner (2003) i Cristina Fernández de Kirchner (2007). Els dos últims presidents concorreren a les eleccions presidencials amb la coalició Frente para la Victoria, la qual agrupa l'ala més progressista del peronisme.
Tres justicialistes més van arribar a la presidència per vies institucionals: María Estela Martínez de Perón (com a vicepresidenta per la mort del president Perón el 1974), Adolfo Rodríguez Saá (per elecció del Congrés després de la renúncia de Fernando de la Rúa al desembre de 2001), i Eduardo Duhalde (per elecció del Congrés després de la renúncia d'Adolfo Rodríguez Saá al gener de 2002). També enmig de la crisi de 2001 van estar breument en exercici del Poder Executiu Ramón Porta (President Provisional del Senat) i Eduardo Camaño (President de la Càmbra de Diputats).
El 2008 és la força que posseeix major quantitat de governacions (les províncies de Buenos Aires, Chubut, Córdoba, Entre Ríos, Formosa, Jujuy, Missions, La Pampa, La Rioja, Salta, San Juan, San Luis, Santa Cruz i Tucumán) i intendències. Es coneix als seus afiliats o seguidors com peronistes (pel creador del partit) o justicialistes, i alguns dels seus opositors com antiperonistes.